# Claude Gewerc
Claude Gewerc (Bergen, 21 giugno 1947 – Clermont, 7 ottobre 2024) è stato un politico francese.

## Biografia
Dopo essere stato sindaco di Clermont de l'Oise, dal 2004 al 2015 fu Presidente del Consiglio Regionale della Piccardia dove, dal 1998 al 2004, guidò il gruppo del Partito Socialista.